# American Garage
American Garage – drugi studyjny (drugi w dyskografii) album grupy Pat Metheny Group, nagrany w czerwcu 1979 r. i wydany w lutym 1980 r. przez wytwórnię ECM.

## Lista utworów
Autorami wszystkich utworów są Metheny i Mays.
| 1. | „(Cross the) Heartland” | 6:55  |
|    |                         |       |
| 2. | „Airstream”             | 6:20  |
|    |                         |       |
| 3. | „The Search”            | 4:54  |
|    |                         |       |
| 4. | „American Garage”       | 4:13  |
|    |                         |       |
| 5. | „The Epic”              | 12:59 |
|    |                         |       |
|    |                         | 35:21 |
|    |                         |       |

## Skład zespołu
- Pat Metheny – gitary
- Lyle Mays – fortepian, instrumenty klawiszowe, harfa, oberheim, syntezatory
- Mark Egan – gitara basowa
- Danny Gottlieb – perkusja

## Miejsca na listachBillboardu
| Rok  | Lista       | Miejsce |
| ---- | ----------- | ------- |
| 1980 | Jazz Albums | 1       |
| 1980 | Pop Albums  | 53      |